# Empoasca fontesi
Empoasca fontesi är en insektsart som beskrevs av Young 1956. Empoasca fontesi ingår i släktet Empoasca och familjen dvärgstritar. Inga underarter finns listade i Catalogue of Life.